# Quartier de la gare de Biarritz
Pour les articles homonymes, voir Négresse.
Le quartier de la gare de Biarritz, anciennement quartier de La Négresse (en basque et originellement : Harrausta, Harausta) est un quartier résidentiel situé au sud-est de la ville de Biarritz, dans les Pyrénées-Atlantiques, de part et d'autre de la RN10 ; il est regroupé autour d'une zone artisanale et commerciale de la gare SNCF.

## Toponymie

### Histoire du nom du quartier

#### Toponyme originel
Ce quartier excentré de Biarritz tire son nom d'un toponyme basque Harrausta, encore utilisé par les bascophones âgés. Relevé dès le XVIIe siècle sous les formes approchées Harosta, Harausta, Herausta, son nom a été transmis à l'auberge Harausta qui s'y trouvait puis à une rue du quartier.

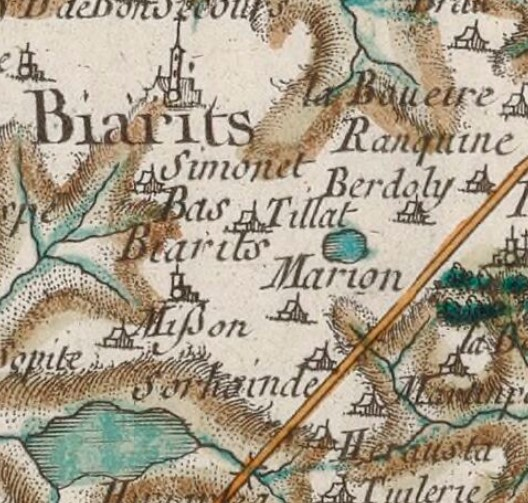
Lieu-dit Harrausta (orthographié ici Herausta, en bas à droite) sur une carte de Cassini en 1771.

#### Une femme noire originaire des colonies d'Amérique
Au début du XIXe siècle, l'auberge est tenue par une femme noire, à qui les soldats de Napoléon Ier, de passage lors des combats de 1813, donnèrent le sobriquet de « la Négresse ».
Des recherches historiques ont montré récemment que cette femme a vécu dans le quartier entre 1810 et 1814, et qu'elle a été amenée dans l’hexagone par un colon d'Amérique. D'autres documents officiels font état d'une auberge du quartier appelé « la Négresse » dans les années 1850, et dont le propriétaire était issu d'une famille impliquée dans le trafic négrier.

#### Lieu-dit
En avril 1858, la Négresse est connu en tant que lieu-dit.

« L'embranchement de la route impériale n° 10, de Paris à Bayonne et en Espagne sur Biarritz, sera prolongé jusqu'au point dit la Négresse, par Grammont, même route, suivant la direction générale figurée par une ligne rouge sur le plan annexé au décret. »

— avril 1858

#### Attribution officielle du nom au quartier
La ville de Biarritz a ensuite, par délibération municipale du 22 octobre 1861, donné le nom de « la Négresse » au quartier.
Plus d'un siècle plus tard, le 1er juillet 1986, c'est par un vote du conseil municipal que la nouvelle voie desservant la zone artisanale est dénommée « rue de la Négresse ».

#### Premiers changements de noms dans le quartier
La gare de Biarritz (anciennement gare de Biarritz-La Négresse) a depuis retiré le mot « Négresse » de sa dénomination publique. De même, sur le boulevard Marcel Dassault, l’arrêt de bus Biarritz - La Négresse est devenu en 2018 l’arrêt Viaduc - Gare de Biarritz.
En août 2021, ce sont les nouveaux propriétaires de la pharmacie, anciennement « de la Négresse », qui retirent de leur devanture le mot de Négresse.

#### L'hypothèse réfutée de la déformation d'une expression gasconne
L'Académie gasconne Bayonne-Adour, association de promotion de l'occitan gascon, avait émis l'hypothèse que le nom du quartier soit une déformation du toponyme « Lana Gressa » (lande d'argile) en gascon, bien qu'aucun document ne puisse l'attester. Cette hypothèse a depuis été réfutée.

### Polémique au sujet du nom actuel

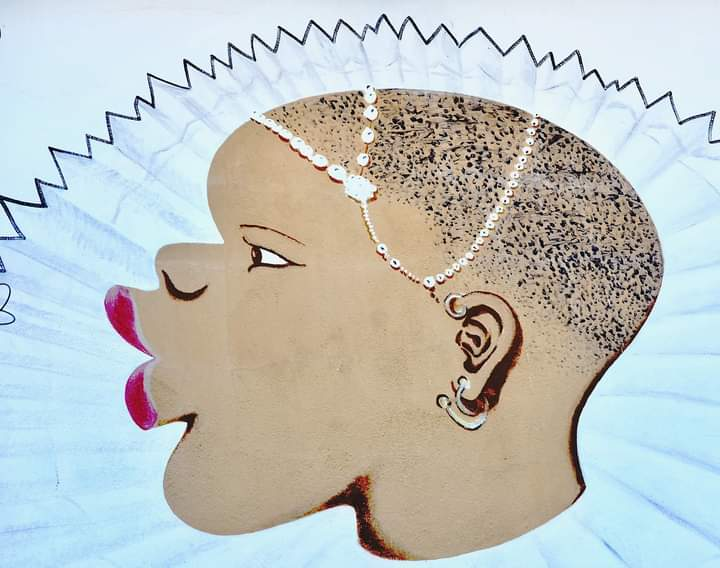
Enseigne stéréotypée d'une boutique de tissu du quartier.

La dénomination de « la Négresse », datant du XIXe siècle, fait l'objet d'une controverse depuis plusieurs années. Ce débat est notamment relancé par les caricatures de femmes africaines utilisées comme enseignes commerciales des boutiques du quartier, ou comme illustrations lors des « fêtes de la Négresse ».
La campagne lancée en 2019 demandant que le quartier reprenne son nom basque d'origine, Harausta, est soutenue par plusieurs personnalités de gauche, parmi lesquelles les élus biarrots Galéry Gourret et Lysiann Brao, l'écrivaine bayonnaise Marie Darrieussecq, l'avocat Alain Jakubowicz, l'historien Jean-Yves Mollier ou encore l'écrivain Karfa Diallo.
Le 6 février 2025, après cinq ans de procédure initiée par l'association Mémoires et Partages, la cour administrative d'appel de Bordeaux affirme que, « quelles que soient l’origine supposée de cette appellation et sa dimension historique », le terme porte bien « atteinte à la dignité de la personne humaine ». Elle somme la ville de Biarritz d’abandonner le nom de « la Négresse » pour ce quartier, et lui enjoint « de saisir, dans un délai de trois mois, le conseil municipal [...] pour qu’il procède à l’abrogation des délibérations » de 1861 et 1986 ayant attribué le nom de « la Négresse » au quartier puis à une rue. Aussi, le 5 mai 2025, par un vote à bulletin secret (à la demande d'une partie des élus), le conseil municipal abroge bien les deux délibérations ayant attribué le nom de « la Négresse » au quartier et à une rue. Toutefois, il ne vote un nouveau nom que pour la rue, rebaptisée « rue de l'Allégresse ». Pour le quartier en revanche, la maire Maider Arosteguy (LR) refuse de le renommer, invoquant le Code général des collectivités territoriales, dans lequel une commune n'a pas d'obligation de dénommer un quartier. En conséquence, la mairie compte bien laisser dans le quartier tous les panneaux portant la mention de « la Négresse », estimant qu'« aucune décision n'oblige à enlever les mots La Négresse sur le reste de l'espace public ». De plus, elle annonce que la mairie a saisi le Conseil d’État.

## Histoire

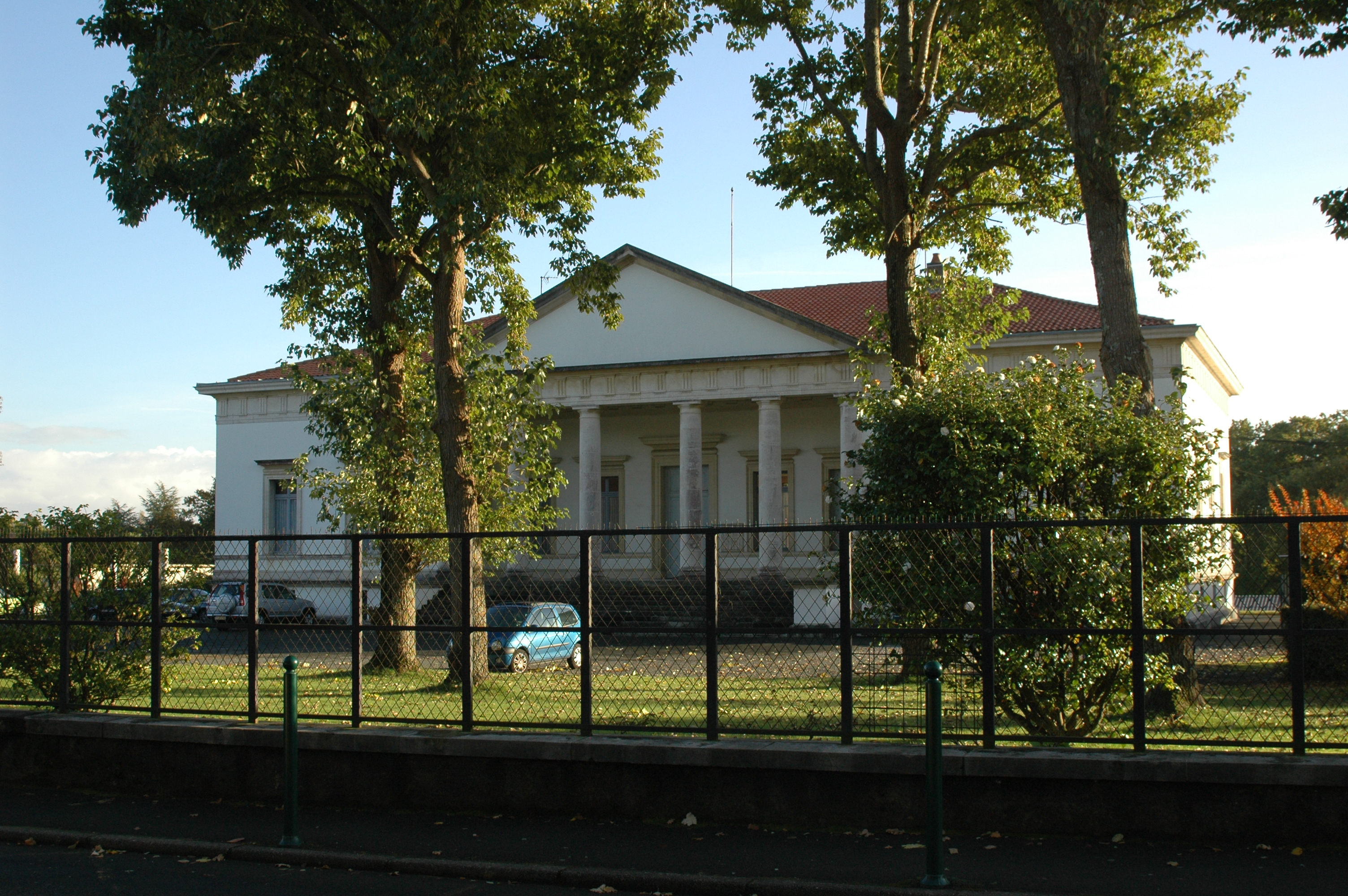
Le collège Villa Fal.

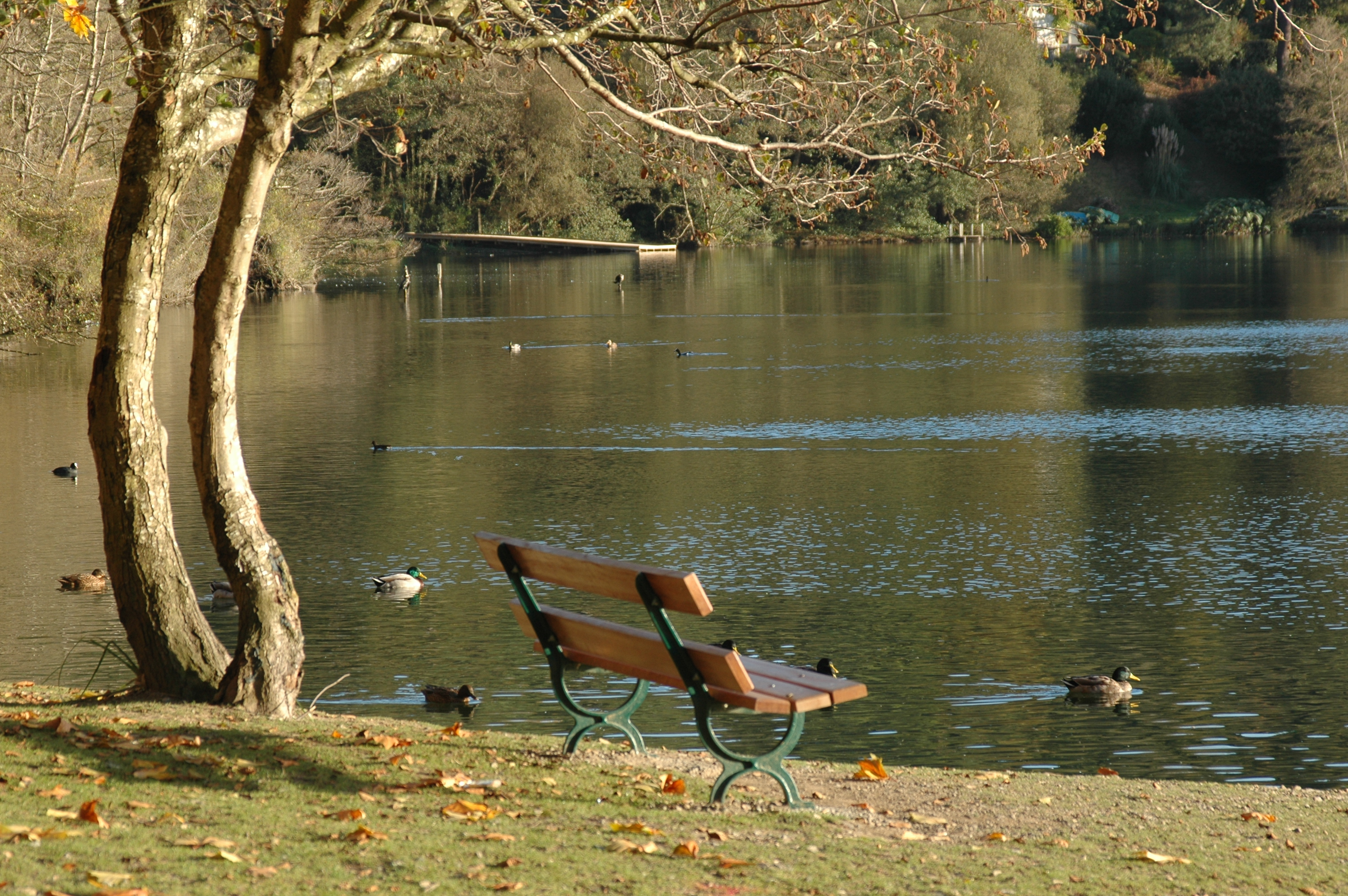
Les abords aménagés du lac Mouriscot.

### La fin du Premier Empire
Après les capitulations de Saint-Sébastien et de Pampelune, Wellington, à la tête des troupes alliées repoussa les armées françaises des hauteurs de la Rhune, vers celles moins favorables d'Arbonne, Arcangues, Bassussarry et le cours de la Nive. Le 9 décembre 1813, des combats acharnés se déroulèrent autour d'Arcangues et de la Négresse.

### La Belle Époque
Le chemin de fer arriva à Biarritz-La Négresse en 1862, en provenance de Bayonne. Cette gare fut reliée à Biarritz-Ville en 1911, par la Compagnie du Midi qui y construisit une nouvelle gare.
La gare de La Négresse, aux murs de brique chaînée de pierre blanche, correspond au style apprécié par le couple impérial (Napoléon III et l'Impératrice Eugénie). Avant la construction de la gare de Biarritz-Ville, elle était reliée au centre-ville par un service d'omnibus.
La princesse Frederika, fille de Georges V de Hanovre, séjourna longtemps à la villa Mouriscot, entourée d'artistes et d'écrivains.

### Histoire industrielle
Au début du XXe siècle, on trouvait dans ce quartier une usine de salaison d'anchois qui traitait en 1903 près de 30 tonnes de poisson.
Le bâtiment des anciennes tuileries se dresse toujours dans la zone artisanale. Il accueille aujourd'hui les ateliers du magazine Surf Session. Il est longé par la rue Luis Mariano, qui conduit à Arcangues, où le chanteur est enterré.

## Patrimoine environnemental
Les lacs Mouriscot (site Natura 2000) et Marion, aux abords aménagés depuis la fin du XIXe siècle préservent une faune et une flore marécageuses très riches malgré la présence humaine. Le déversoir du lac Mouriscot se fait sur la plage d'Ilbaritz.

## Équipements

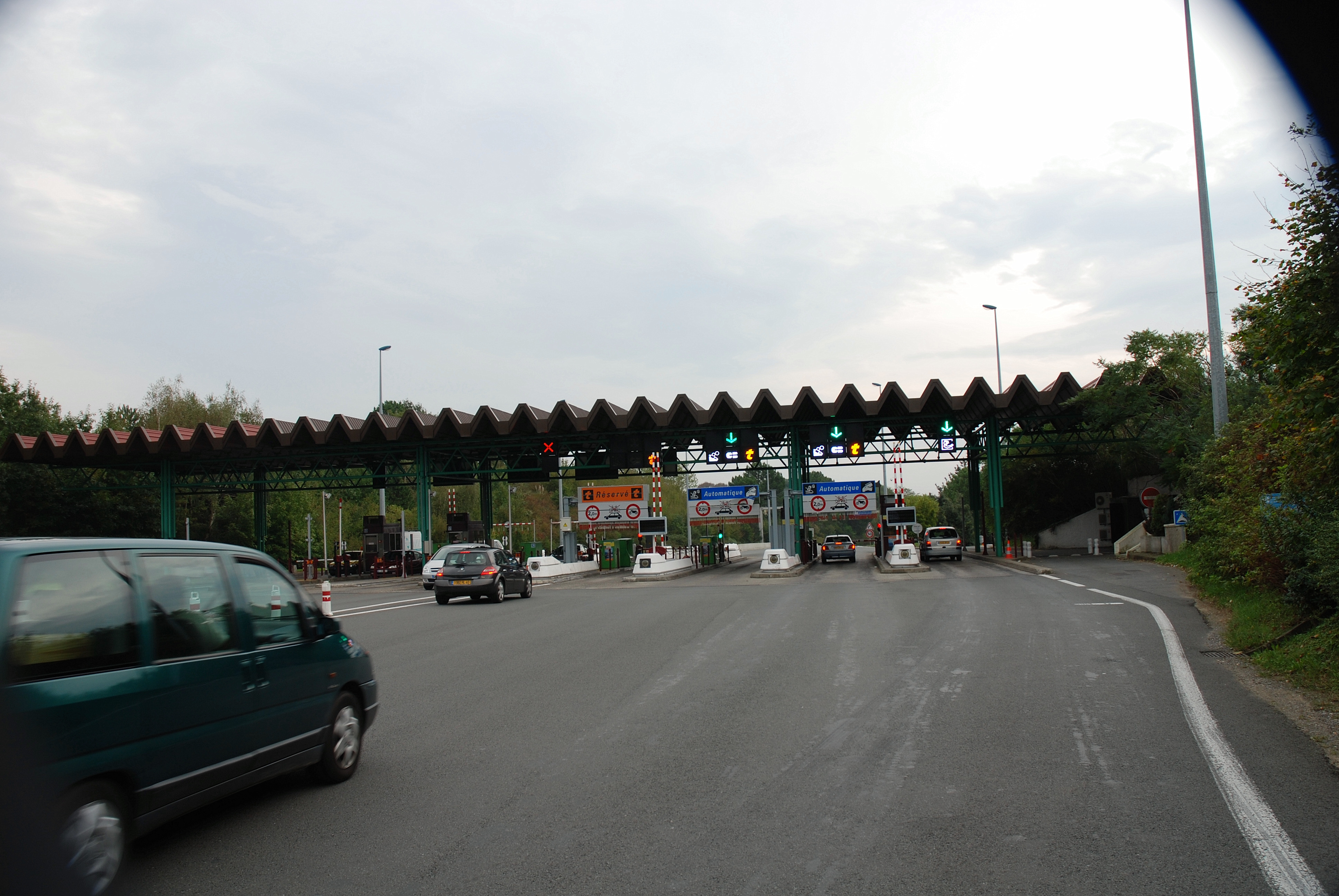
Péage de la Négresse à l'entrée de Biarritz.

### Liaisons routières et ferroviaires
Le quartier est aujourd'hui dominé par un viaduc qui conduit la RN10 d'Anglet à Bidart, le reliant au nord à l'aéroport de Biarritz-Pays Basque et au sud à la sortie 4 de l'autoroute A63.
Depuis 1864 s'y trouve la gare de Biarritz (anciennement Biarritz-La Négresse), aujourd'hui la seule de la ville. Elle est desservie par le TGV.

### Enseignement
- École primaire Victor-Duruy
- Collège Villa-Fal
- Lycée hôtelier et de tourisme Biarritz-Atlantique

### Lieux de culte
- Église Sainte-Thérèse